# Jonathan Fish
Jonathan Scott Fish (Nueva York, 22 de junio de 1962) es un deportista estadounidense que compitió en remo como timonel. Ganó dos medallas en el Campeonato Mundial de Remo, plata en 1985 y bronce en 1986.

## Palmarés internacional
| Campeonato Mundial | Campeonato Mundial       | Campeonato Mundial | Campeonato Mundial      |
| Año                | Lugar                    | Medalla            | Prueba                  |
| ------------------ | ------------------------ | ------------------ | ----------------------- |
| 1985               | Malinas (Bélgica)        | Medalla de plata   | Ocho con timonel ligero |
| 1986               | Nottingham (Reino Unido) | Medalla de bronce  | Cuatro con timonel      |